# Daïra de Hammam Soukhna
La daïra de Hammam Soukhna est une circonscription administrative algérienne située dans la wilaya de Sétif. Son chef-lieu est situé sur la commune éponyme de Hammam Soukhna.

## Communes de la daïra
La daïra regroupe les trois communes de Hammam Soukhna, Taya et Tella.